# Lincoln MacVeagh
Lincoln MacVeagh (Narragansett Pier, Rhode Island, 1 de outubro de 1890 — Adelphi, Maryland, 15 de janeiro de 1972) foi um diplomata, homem de negócios e intelectual norte-americano que se distinguiu como embaixador durante e após a Segunda Guerra Mundial e como arqueólogo e estudioso das línguas clássicas. Para além de ter servido com distinção como militar durante a Primeira Guerra Mundial, teve uma longa carreira como embaixador dos Estados Unidos em diversos países, distinguindo-se pelo seu desempenho em diversos países da Sul da Europa durante os difíceis anos do pós-guerra em que foi necessário seguir uma política de acomodação com regimes autoritários face à ameaça de desestabilização originada pelo surgimento da Guerra Fria.

## Biografia
Lincoln MacVeagh foi filho de Charles MacVeagh, que viria a ser embaixador dos Estados Unidos no Japão, e de Fanny Davenport Rogers MacVeagh. A família já se tornara notada pela presença na política e na economia dos Estados Unidos da América, contando entre os seus membros notáveis:
- Wayne MacVeagh, avô de Lincoln MacVeagh, que foi Attorney General (Ministro da Justiça) no Gabinete do Presidente James Garfield.
- Charles MacVeagh, pai, que foi embaixador dos Estados Unidos no Japão por nomeação do Presidente Calvin Coolidge.
- Franklin MacVeagh, tio-avô, que foi Secretário do Tesouro (Ministro das Finanças) no Gabinete do Presidente William Howard Taft.

Lincoln MacVeagh estudou na Groton School, onde terminou os estudos secundários em 1909, e formou-se em Harvard, obtendo nesta escola um magna cum laude em 1913. Prosseguiu os seus estudos na Europa, estudando línguas na Sorbonne nos anos de 1913 e 1914. Falava com fluência as línguas alemã, francesa e espanhola e conhecia o latim e o grego clássico.
A 17 de agosto de 1917 MacVeagh casou com Margaret Charlton Lewis, filha de um conhecido linguista e ela própria uma estudiosa das línguas clássicas. Tiveram uma filha, Margaret Ewen MacVeagh, que acompanhou os pais nas diversas colocações no estrangeiro a que a vida de diplomata os obrigou.
MacVeagh serviu no Exército dos Estados Unidos durante a Primeira Guerra Mundial, atingindo o posto de major. Participou na Força Expedicionária Americana enviada para a Europa, servindo em Artois, na batalha de Saint-Mihiel e na Ofensiva de Meuse-Argonne, tendo merecido em 1919 uma citação pelo General dos Exércitos John J. Pershing por serviços de mérito excepcional. Depois da Guerra, foi director da Henry Holt & Company, uma firma editora de Baltimore, Maryland. Em 1923 deixou a Henry Holt para fundar a Dial Press, também uma editorial.
Em 1933, o Presidente Franklin D. Roosevelt nomeou MacVeagh para o cargo de Enviado Extraordinário e Ministro Plenipotenciário dos Estados Unidos na Grécia. Após a apresentação das suas credenciais fez um discurso em grego clássico. Permaneceu em Atenas até 5 de Junho de 1941, vários meses depois do Exército Alemão ter ocupado a Grécia.
Em 1940, no início da Segunda Guerra Mundial, tropas britânicas invadiram e ocuparam a Islândia, num movimento destinado a impedir a captura da ilha pela Alemanha Nazi. Depois de complexas negociações, em 1941 os governos da Islândia e dos Estados Unidos da América acordaram que a defesa da Islândia passaria a ser responsabilidade dos Estados Unidos. A 8 de agosto daquele ano, o Presidente Roosevelt nomeou MacVeagh como primeiro embaixador dos estados Unidos na Islândia, com a incumbência de gerir as relações entre ambos os Governos. MacVeagh permaneceu em Reykjavík até 27 de junho de 1942.
Em junho de 1942 o Presidente Roosevelt nomeou MacVeagh para o cargo de Enviado Extraordinário e Ministro Plenipotenciário dos Estados Unidos na União da África do Sul, tendo este servido em Pretória de 21 de Maio de 1942 a 21 de novembro de 1943, coordenando com sucesso a presença das diversas entidades americanas envolvidas no esforço de guerra na África do Sul.
A 12 de novembro de 1943, o Presidente Roosevelt voltou a recorrer à experiência de MacVeagh para o colocar num posto sensível da diplomacia americana, enviando-o para o Cairo como embaixador dos Estados Unidos junto dos Governos no exílio da Grécia e da Jugoslávia que se haviam acolhido àquela cidade face à ocupação dos seus territórios pelas forças alemãs. Após a retirada alemã da Grécia, MacVeagh transferiu a embaixada de volta a Atenas, instalando-se naquela cidade a 27 de outubro de 1944. Os escritórios da embaixada junto dos governos no exílio no Cairo encerraram a 8 de novembro de 1944.
Em 1947 testemunhou em segredo perante o Congresso dos Estados Unidos sobre os riscos para os interesses americanos nos Balcãs que resultavam da acção dos movimentos esquerdistas suportados pela União Soviética. O seu depoimento foi considerado um importante factor na formulação da Doutrina Truman, que afirmou o compromisso dos Estados Unidos no apoio económico e militar à Grécia e Turquia para evitar a sua entrada na esfera de influência da União Soviética. Adicionalmente, MacVeagh pressionou o Governo grego do pós-guerra para que prosseguisse uma política de democratização.
Durante a sua permanência na Grécia, MacVeagh conduziu escavações sob a Acrópole de Atenas, fazendo diversas contribuições para o Museu Nacional de Arqueologia de Atenas. em colaboração com a sua esposa Margaret, escreveu a obra Greek Journey, um livro para crianças. A esposa faleceu a 9 de setembro de 1947, durante a sua permanência em Atenas. Deixou Atenas a 11 de outubro de 1947.
O Presidente Harry S. Truman nomeou MacVeagh como embaixador em Portugal a 8 de abril de 1948, num momento particularmente difícil das relações entre Washington e o Governo de António de Oliveira Salazar, então a tentar recuperar credibilidade face às democracias ocidentais vencedoras da Guerra. A presença de MacVeagh em Lisboa foi decisiva no processo de adesão de Portugal à NATO. MacVeagh permaneceu como embaixador em Lisboa até 26 de fevereiro de 1952.
Em 1952 o Presidente Truman convidou MacVeagh para servir como embaixador dos Estados Unidos em Espanha, cargo que aceitou, aposentando-se em 1953, ainda no cargo de embaixador em Madrid, depois de ter concluído com sucesso as negociações que levaram ao estabelecimento de acordos militares e económicos entre os Estados Unidos da América e a Espanha.
Em maio de 1955 MacVeagh casou com Virginia Ferrante Coats, filha dos marqueses Ferrante di Ruffano, de Nápoles, Itália.
MacVeagh faleceu a 15 de janeiro de 1972, num lar de idosos de Adelphi (Maryland), com 81 anos de idade. Deixou a sua segunda esposa e a sua filha Margaret, casada com Samuel E. Torne, de Cambridge, Massachusetts. Foi sepultado no cemitério da Igreja do Redentor (Church of the Redeemer), em Lower Merion Township, nos arredores de Filadélfia, Pensilvânia.